# 忍びの者
『忍びの者』（しのびのもの）は、村山知義の歴史・時代小説。
戦国時代を舞台に、権力者たちに利用される下忍たちの悲哀と反抗を描いた作品。1960年11月から1962年5月まで『赤旗』の日曜版に連載され、後に映画化、戯曲化、テレビドラマ化もされた。

## 単行本
- 『忍びの者』理論社（小説国民文庫）、1962年、角川文庫、1976年

各・光文社時代小説文庫、1990年、岩波現代文庫、2003年、理論社オン・デマンド版で再刊
- 『五右衛門釜煎り 続・忍びの者』理論社（小説国民文庫）、1965年 - 以下は続編
- 『真田忍者群 忍びの者 第3部』理論社（小説国民文庫）、1967年
- 『忍びの陣 忍びの者 第4部』理論社（小説国民文庫）、1968年
- 『忍び砦のたたかい 忍びの者 第5部』理論社（小説国民文庫）、1971年

## 映画
1962年に主演：市川雷蔵、監督：山本薩夫で映画化された。白黒作品。リアリズムと醜い権力争いの犠牲者という視点を持ち込んだ作品で、ヒットにより後にシリーズ化された。1989年「大アンケートによる日本映画ベスト150」（文藝春秋発表）では第146位にランキングされている。

### キャスト
- 石川五右衛門：市川雷蔵
- 百地三太夫／藤林長門守：伊藤雄之助
- マキ：藤村志保
- 織田信長：城健三朗
- 織田信雄：小林勝彦
- 下柘植の木猿：西村晃
- イノネ：岸田今日子
- ヒノナ：浦路洋子
- ハタ：藤原礼子
- タモ：真城千都世
- 葉蔵：加藤嘉
- 木下藤吉郎：丹羽又三郎
- 投げの与八：中村豊
- 新堂の小太郎：高見国一
- 九度兵衛：千葉敏郎
- 五右衛門の父：水原浩一
- 木屋弥左衛門：沢村宗之助

### スタッフ
- 監督：山本薩夫
- 企画：伊藤武郎、土井逸雄
- 製作：永田雅一
- 脚色：高岩肇
- 原作：村山知義
- 撮影：竹村康和
- 美術：内藤昭
- 照明：加藤博也
- 音楽：渡辺宙明
- 録音：奥村雅弘
- 編集：宮田味津三
- スクリプター／記録：藤岡輝夫

### 同時上映
- 『風神雷神』

### シリーズ
本作の大ヒットにより、市川雷蔵主演でシリーズ化された。全作白黒作品。主人公は第3作までが石川五右衛門。第4・5作が霧隠才蔵、第6作がその子である才蔵二世、第7作が再び霧隠才蔵、第8作がオリジナルの架空忍者・霞小次郎。
- 忍びの者（1962年、監督：山本薩夫）
- 続・忍びの者（1963年、監督：山本薩夫）
- 新・忍びの者（1963年、監督：森一生）
- 忍びの者 霧隠才蔵（1964年、監督：田中徳三）
- 忍びの者 続・霧隠才蔵（1964年、監督：池広一夫）
- 忍びの者 伊賀屋敷（1965年、監督：森一生）
- 忍びの者 新・霧隠才蔵（1966年、監督：森一生）
- 新書・忍びの者（1966年、監督：池広一夫）

松方弘樹主演の作品（1970年）：大映京都製作。雷蔵死後、東映から松方をレンタル移籍させ、シリーズ継続。 
- 忍びの衆（1970年、監督：森一生）

## 戯曲
1963年に東京芸術座で初演された。主演は保科三良。

### キャスト（戯曲）
- 石川五右衛門：保科三良[1]
- 百地三太夫：今橋恒[1]
- 藤林長門守：西島悌四郎[1]
- イノネ：清洲みみ子[1]
- カシイ：左右田一平[1]
- ネジリ：川副博敏[1]

### スタッフ（戯曲）
- 作・演出：村山知義[1]
- 音楽：助川敏弥[1]
- 装置：松下朗[1]

## 人形劇
1966年に人形劇団プークにて『石川五右衛門』のタイトルで上演された。1981年に再演。

### スタッフ（人形劇）
- 原作：村山知義[2]
- 脚色・演出・美術：川尻泰司[3]

## テレビドラマ
NETテレビ系列にて1964年7月24日から1965年7月30日まで毎週金曜夜8時からの1時間枠で放映された。主演は品川隆二。全52話。モノクロ作品。当初は半年間の放映予定だったが、高視聴率だったために1年間に延長された。主人公は東映が東千代之介を当てるよう希望してきたが、プロデューサーの上月は役に合っているという理由で、第二東映にいた品川を引っ張ってきた。明智光秀には仲谷昇をキャスティングするつもりだったが、出演料の問題で仲谷にそっくりで新人の栗塚旭を抜擢している。
- 東映チャンネルやCSでもこれまでに第1話の放映もされなかったため、本作のフィルムの現存は不明とされてきたが、東映より第1話の保存が確認されており、2021年にその第1話が収録されたDVDも後に発売している。

### DVD
2021年にベストフィールドから『往年のテレビ傑作映画　第1話特集２』として『柳生武芸帳』・『われら九人の戦鬼』・『ゼロ戦黒雲隊』の第1話が収録され、デジタルリマスター版として発売された。
- 全52話分が収録されたDVD・ブルーレイの発売はされていない。

### キャスト
- 石川五右衛門：品川隆二
- 服部半蔵：東千代之介
- 八木新十郎：里見浩太郎
- 風魔の八郎：山城新伍
- 今井宗久：高田浩吉
- 織田信長：小柴幹治
- くノ一・たも：鈴村由美
- 佐助：坂口祐三郎
- 藤林長門守：原健策
- 五右衛門の親友・樫藏：牧田正嗣
- 剣持小太郎：伏見扇太郎
- 東湯舟の小一：左右田一平
- 三太夫の側近・葉蔵：近江雄二郎
- 伊賀の裏切り者・千蔵：大里健太郎
- 百地党の中忍・霞：汐路章
- 藤林党の中忍・大炊孫太夫：小田部通麿
- 文助：冨久井一朗
- 木下藤吉郎：有島淳平
- 徳川家康：中村錦司
- 森蘭丸：峰蘭太郎
- 石田佐吉：大山洋一
- 明智光秀：栗塚旭
- 明智光秀の家臣・安田作兵衛：志摩靖彦
- 明智光秀の家臣・四方田但馬守：玉生司郎
- 柴田勝家：原田甲子郎
- 真田幸村：塩崎純男
- すず：立川さゆり
- おまき：富永佳代子
- 八雲太夫：横山みちる
- 武田信玄：熊谷武
- 九度兵衛：曽根晴美
- 五右衛門の父・六無斉：水野浩
- 北見四郎：有川正治
- 加賀邦男
- 嶋田景一郎
- 真木祥次郎
- 五十嵐義弘
- 大前均
- 江木健二
- 大方重頌
- 三島ゆり子
- 桜井二郎
- 戸上城太郎
- 徳田実
- 三田登喜子
- 勝山まゆみ
- 中畑道子

### スタッフ
- プロデューサー：上月信二（NET）
- 監督：河野寿一、小野登、林伸憲、高見育男
- 脚本：結束信二（第1 - 26話）、高田宏治・鳥居元宏（第27 - 52話）
- 制作：NET、東映京都テレビプロ

| NET系 金曜20時枠                                                         | NET系 金曜20時枠                                   | NET系 金曜20時枠 |
| 前番組                                                                   | 番組名                                             | 次番組           |
| ------------------------------------------------------------------------ | -------------------------------------------------- | ---------------- |
| ゴールデンボクシング ※20:00 - 20:45オリンピックハイライト ※20:45 - 21:00 | 忍びの者 （テレビドラマ版） 【当番組よりドラマ枠】 | スリラー         |